# 昆明北駅
昆明北駅（こんめいきたえき/簡体字: 昆明北站）は、中華人民共和国雲南省昆明市盤龍区にある中国鉄路総公司（CR）昆明鉄路局が管轄する駅。
本項では、近接する昆明軌道交通の北火車站駅（きたかしゃえき）についても記述する。

## 概要
中国鉄路総公司の駅は雲南鉄路博物館と隣接している。
2010年現在、長距離旅客列車の発着はなく、旅客運行は昆明市内の短い区間（昆河線の昆明北－王家営、昆石線の昆明北－石咀）でそれぞれ朝夕各1往復ずつされているにすぎない。また、乗車券は車内で購入するようになっており、駅での発売は一切行われていない。

## 沿革
- 1938年 - 中国鉄路総公司の駅が開業。
- 2014年9月1日 - 昆明軌道交通2号線の駅が開業[1]。

## 駅周辺

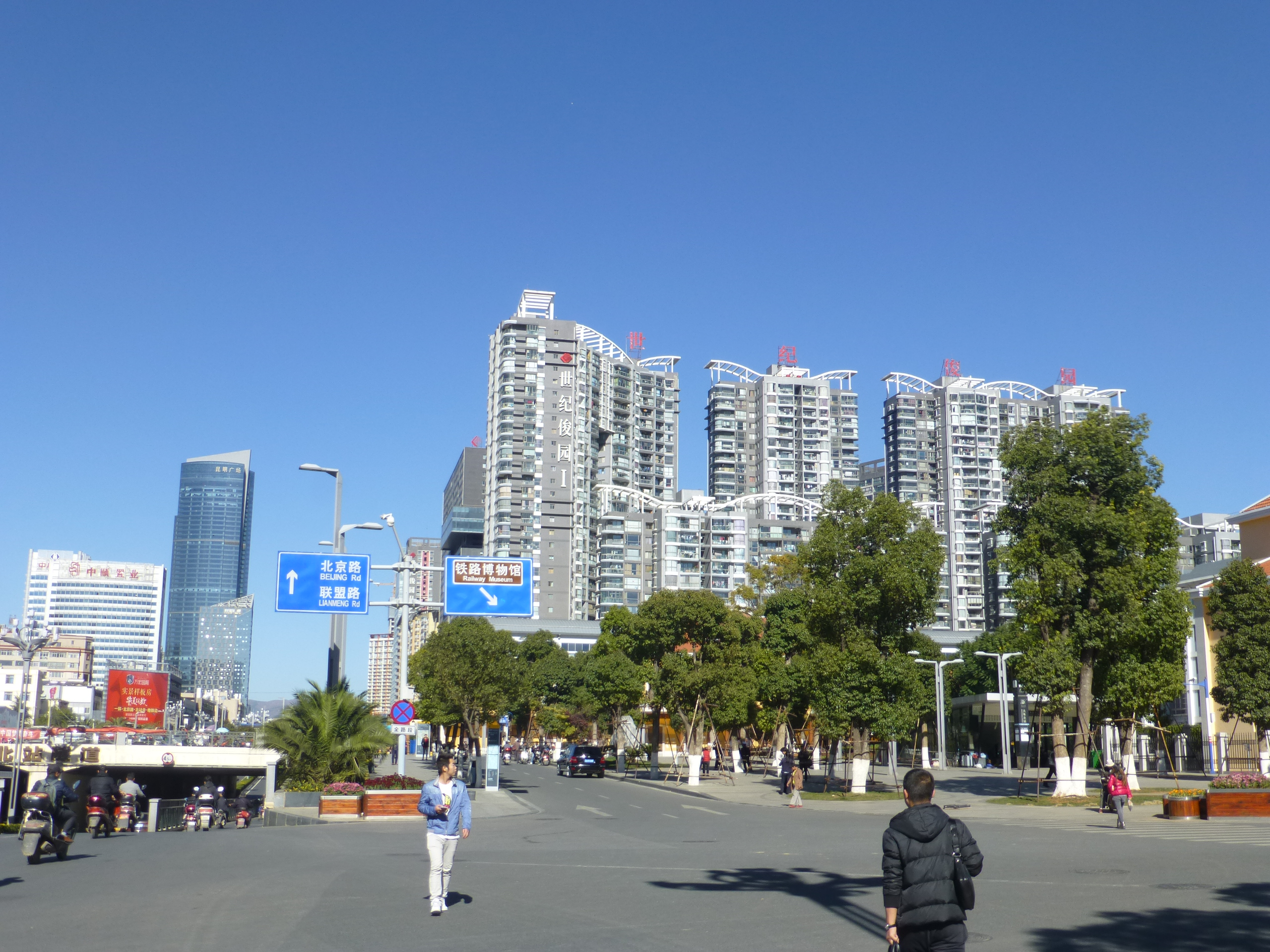
駅周辺の様子

- 雲南鉄路博物館
- 昆北公寓

## 隣の駅
中国鉄路総公司
昆河線
昆明北駅 - 黒土凹駅
昆石線
昆明北駅 - 麻園駅
昆小線
昆明北駅 - 楊方凹駅
■2号線
白雲路駅 - 北火車站駅 - 穿心鼓楼駅
■4号線
小菜園駅 - 北火車站駅 - 白龍路駅